# Jaunpas
De Jaunpas is een bergpas die het Fribourgse district Gruyère of Greyerzerland verbindt met het Simmental in het Berner Oberland. De weg loopt van Broc naar Reidenbach (gemeente Boltigen) en loopt door door het dorp Jaun. Broc - Jaun is onderdeel van deze gemeente - is de enige Duitstalige gemeente in het Greyerzerland. De pashoogte ligt op 1509 meter in het gemeentegebied van Boltigen dus in het kanton Bern. De 16,8 km voor pas begint in het kanton Fribourg op een hoogte van 662 m de weg omhoog met een gemiddeld stijgings percentage van 3.7%. Daarna gaat het over 8 km naar beneden tot een hoogte van 664 m met een gemiddelde helling van 8,3%.

## Geschiedenis
Na de Frans-Duitse Oorlog werd op strategische gronden, om de belangrijke militaire centra Bulle und Thun te verbinden, tot de bouw van de weg besloten. Deze weg had in principe alleen militaire doeleinden. Uiteindelijk is de weg pas in 1878 klaar voor gebruik. In 1941 werd op de pas het Artilleriewerk Jaunpass opgezet.
Tegenwoordig is een restaurant op de pas gevestigd en zijn er wintersportmogelijkheden. De pas heeft nu vooral een toeristisch belang, het Fribourgische dropje Jaun is daardoor ook gegroeid. Om van het kanton Bern - en in het bijzonder het Berner Oberland - naar Fribourg te rijden is deze pasweg een alternatief voor de autosnelweg.

Uitzicht boven Boltigen, de Jaunpasstraat en het Simmental

Albrun · Albula · Alpe Gesero · Bernina · Brünig · Chasseral · Croix · Ferret · Flüela · Forclaz · Furka · Furggu · Gemmi · Glas · Glaubenberg ·  Glaubenbüelen · Gries · Grimsel · Grote Scheidegg · Grote St.-Bernhard · Gurnigel · Gueulaz · Jaun · Julier · Klausen · Kleine Scheidegg · Kunkel · Lenzerheidepas · Livigno · Lukmanier · Maloja · Moosalp · Morgins · Mosses · · Saanenmöser · Neggia · Nufenen · Oberalp · Ofen · Pillon · Planches · Pragel · San Bernardino · Sanetsch · Schallenberg · Simplon · Sint-Gotthard · Splügen · Susten · Umbrail · Vue des Alpes · Wolfgang